# Aranmore
Aranmore (iriska: Árainn) är en ö i republiken Irland. Den ligger i grevskapet County Galway och provinsen Connacht, i den västra delen av landet. Arean är 31 kvadratkilometer.
Terrängen på Aranmore är platt. Öns högsta punkt är 117 meter över havet. Den sträcker sig 7,1 kilometer i nord-sydlig riktning, och 13,4 kilometer i öst-västlig riktning. Aranmore har en flygplats.  
Följande samhällen finns på Aranmore:
- Kilronan